# Věra Čáslavská
Věra Čáslavská, češka telovadka, * 3. maj 1942, Praga, † 30. avgust 2016, Praga.
Časlavska je ena najuspešnejših telovadk vseh časov, saj je na olimpijskih igrah osvojila sedem zlatih in štiri srebrne medalje, na svetovnih prvenstvih štiri zlate, pet srebrnih in eno bronasto medaljo, na evropskih prvenstvih pa enajst zlatih ter po eno srebrno in bronasto medaljo.